# Euptychia variabilis
Euptychia variabilis är en fjärilsart som beskrevs av Butler 1866. Euptychia variabilis ingår i släktet Euptychia och familjen praktfjärilar. Inga underarter finns listade i Catalogue of Life.